# District historique de Jones Family
Le district historique de Jones Family (anglais : Jones Family Historic District) est un district historique du comté de Miami-Dade, dans le sud-est de la Floride, aux États-Unis. Situé sur Porgy Key et Totten Key, au sein du parc national de Biscayne, il est inscrit au Registre national des lieux historiques depuis le 23 octobre 2013.